# Ez az élet, Babolcsai néni!
Ez az élet, Babolcsai néni! (węg. To jest życie, ciociu Babolcsai!) – czwarty studyjny album węgierskiego zespołu P. Mobil, wydany przez Hungaroton-Gong 28 września 1994 roku na MC i CD. Pierwszy studyjny album grupy od 10 lat.
Pierwsze pomysły na płytę pojawiły się w 1985 roku, ale wówczas album nie został wydany, mimo że wówczas nagrano materiał. W 1994 roku nagrano nowe wykonanie około połowy piosenek znajdujących się na albumie.

## Lista utworów
1. "Szívpörkölt" (4:39)
2. "Embered voltam" (3:48)
3. "Buta fiúk, kövér lányok" (3:48)
4. "Élsz-e még?" (3:27)
5. "Műholdra néz az ablakom" (3:41)
6. "Egyszer az életben" (4:29)
7. "Ez az élet, Babolcsai néni!" (3:17)
8. "Örökké szeress" (4:19)
9. "Dugjatok a 220-ba" (4:46)
10. "Kiveszőben vagyok" (3:59)
11. "Ha újra kezdeném" (4:00)
12. "Az utolsó rock'n'roll" (3:16)

## Skład zespołu
- László Kékesi – gitara basowa
- István Mareczky – perkusja
- Vilmos Sárvári – gitara, wokal
- Lóránt Schuster - lider zespołu, autor tekstów, wokal
- Péter Tunyogi - wokal
- András Zeffer – instrumenty klawiszowe, organy Hammonda
- Bernadett Tunyogi – wokal wspierający
- Orsolya Tunyogi – wokal wspierający